# Umeå Automobilklubb
Umeå Automobilklubb är en av Umeås största klubbar inom motorsport, med aktivitet inom skoter, karting, MC, Radiostyrt och bil.
Umeå AK:s Kartingsektion är en av de största i Norrland, med mer än 50 aktiva förare.